# Pascale Ferran
Pascale Ferran (Parigi, 17 aprile 1960) è una regista e sceneggiatrice francese.

## Filmografia

### Regia e sceneggiatura
- Petits arrangements avec les morts (1994)
- L'âge des possibles (1995)
- Lady Chatterley (2006)
- Bird People (2014)

### Solo sceneggiatura
- Gardien de la nuit (1986)
- Blancs cassés (1989)
- Les Cinéphiles 2 - Eric a disparu (1989) - dialoghi
- La Sentinelle (1992) - adattamento
- Mange ta soupe (1997)
- La tartaruga rossa (2016)